# Tai nghe
Tai nghe là thiết bị gồm một cặp loa phát âm thanh được thiết kế nhỏ gọn, mang tính di động và vị trí của chúng là thường được đặt áp sát hoặc bên trong tai. Có nhiều cách để phân loại tai nghe, như loại có dây hoặc không dây, hay tai nghe chỉ gồm bộ phận loa hoặc tai nghe gồm cả loa và micrô.

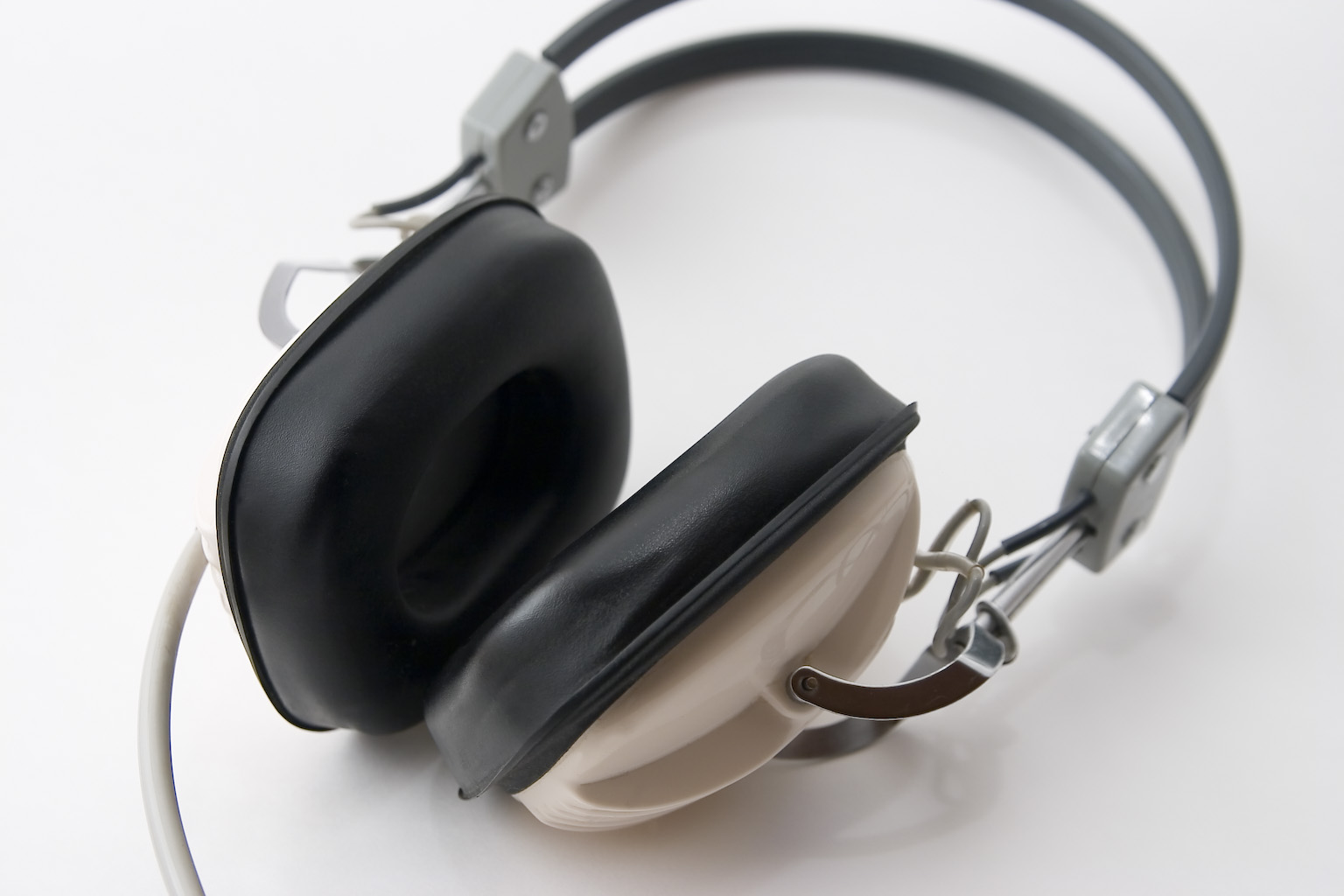
Tai nghe năm 1970

## Nguyên tắc
Một bộ tai nghe thường bao gồm hai tai nghe, một cho mỗi bên tai. Mỗi tai nghe có chứa một loa nhỏ với màng rất mỏng, có thể xuất ra tất cả các tần số âm thanh, hoặc ít nhất là một phần, phụ thuộc vào giá trị của băng thông của loa.
Nếu là tai nghe stereo, tai nghe cho tai phải thường được đánh dấu bằng chữ "R" (right) hoặc có màu đỏ, tai nghe cho tai trái thường được đánh dấu với chữ" L " (left) hoặc có màu xanh dương.
Trong tiếng Anh, thuật ngữ "mũ bảo hiểm" (helmet) là bộ tai nghe có hai tai nghe được kết nối bởi một bộ phận bao quanh đầu của người nghe. Bằng cách hoán dụ, còn được gọi là tai nghe Walkman hay earbuds với chất lượng âm thanh thường thấp hơn so với loại thông thường.
Các tai nghe kết nối với một nguồn âm thanh thông qua một phích cắm (hoặc "jack" cắm), có kích cỡ đường kính 6,35 mm hoặc 3.5 mm (gọi là "mini-jack"). Ngoài ra còn có jack kết nối 2,5 mm, chủ yếu được sử dụng trên điện thoại di động (nhưng ít dùng và dần dần bị lãng quên). Các thương hiệu tai nghe Stax tĩnh điện có một kiểu jack riêng gọi là kết nối "Pro". Tai nghe Koss, Sennheiser tĩnh điện (HE60 HE90) cũng có kiểu riêng.
Một số thông số sử dụng để đo chất lượng của tai nghe:
```
   Tần số (Hz)
   Trở kháng (ohms)
   Năng suất (dB)
```

## Lịch sử
Các tai nghe đã xuất hiện trong những ngày đầu khi điện thoại và phát thanh truyền hình có mặt, khi các tín hiệu điện quá yếu để sản xuất một khối lượng âm thanh lớn. Đầu tiên xuất hiện tai nghe điện động lực và tai nghe tĩnh điện, được thiết kế bởi Stax, sau đó là Koss, Sennheiser.

## Sử dụng
Tai nghe được chủ yếu sử dụng bởi các kỹ sư âm thanh, nhạc sĩ, DJ. Người yêu nhạc cũng chuộng tai nghe cũng bởi vì tính tiện lợi hơn dùng loa. tai nghe sử dụng với những dàn âm thanh stereo, máy nghe nhạc CD hoặc máy tính và các thiết bị di động máy nge nhạc, điện thoại di động, vv.).

## Phân loại
Các nhu cầu cụ thể của người nghe xác định sự lựa chọn tai nghe. Sự cần thiết cho tính di động dẫn tới các tai nghe nhẹ. Tai nghe không có hạn chế về thiết kế. Nói chung, xét theo các yếu tố hình thức, tai nghe có thể được chia thành bốn loại riêng biệt: circumaural, supra-aural (siêu âm thanh), earbud, và in-ear headphones (tai nghe nhét tai).

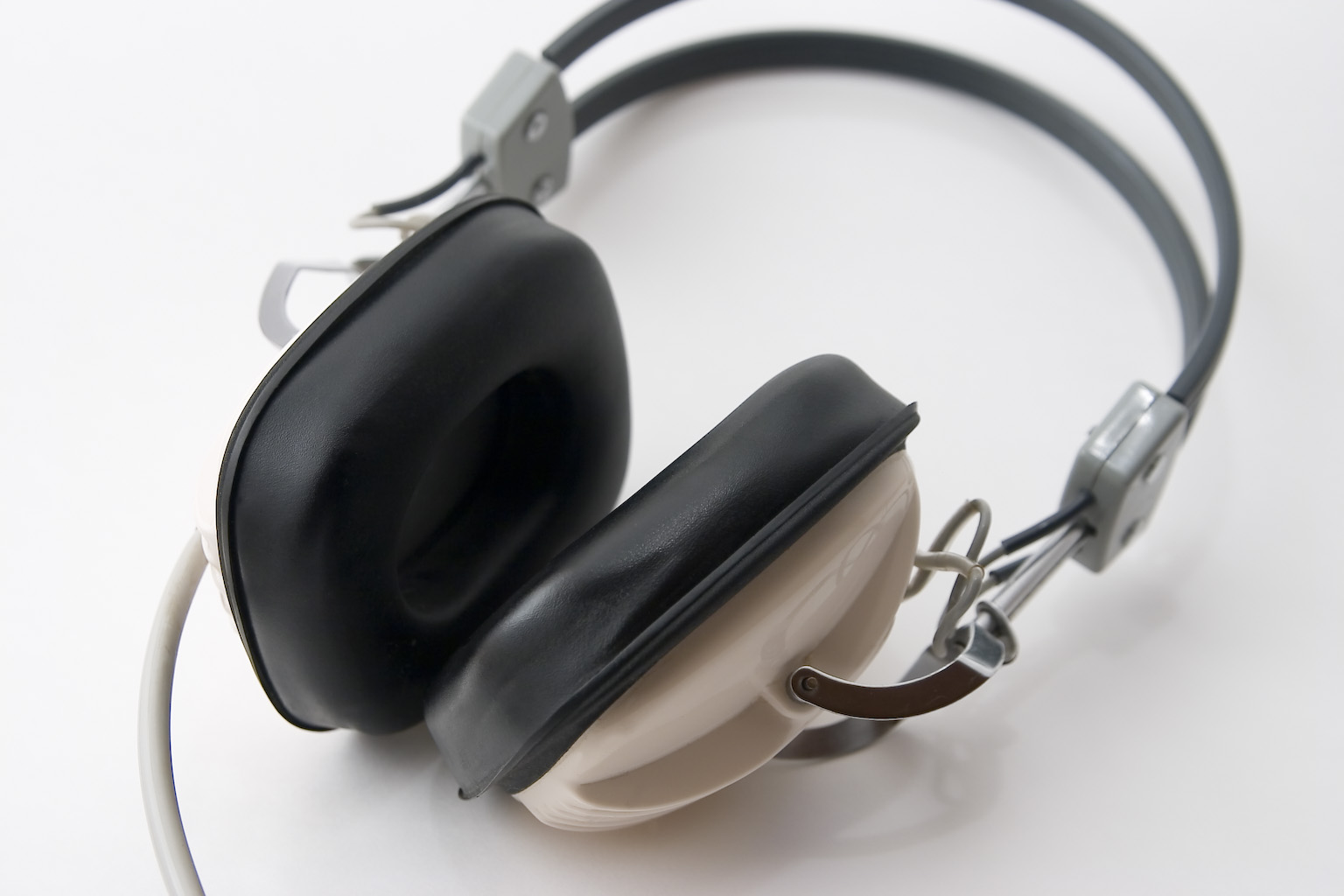
Tai nghe loại Circumaural

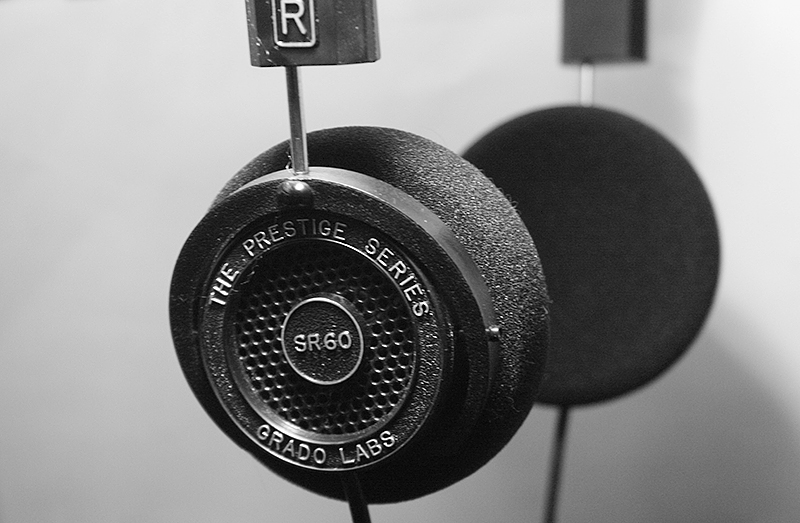
Tai nghe loại supra-aural.

### Circumaural
Là loại có miếng đệm tai nghe tròn hoặc elip bao quanh tai. Những tai nghe này hoàn toàn bao quanh tai, nên có thể chống bất kỳ tiếng ồn bên ngoài xâm nhập. Bởi vì kích thước của chúng nên circumaural có thể nặng và có một số nặng hơn 500 gram (1 lb). Vòng chụp đầu và miếng đệm tai nghe là hai bộ phận cần thiết để giảm sự khó chịu do trọng lượng.

### Supra-aural
Supra-aural là tai nghe có miếng đệm trên đầu vành của tai, chứ không chụp lên toàn bộ tai như Circumaural. Thường đi kèm với máy âm thanh nổi cá nhân trong những năm 1980. Đây là loại tai nghe thường có xu hướng nhỏ hơn và nhẹ hơn so với các tai nghe circumaural, dẫn đến ít khả năng chống tiếng ồn bên ngoài hơn.
Hai loại tai nghe circumaural và supra-aural còn chia ra hai loại nhỏ dựa vào cấu trúc phía sau hai loa phát đóng kín hay mở, dẫn đến âm thanh bị phản xạ trong hộp kín hay phát ra ngoài một cách tự nhiên.

### Tai nghe nhét tai

#### Earbuds

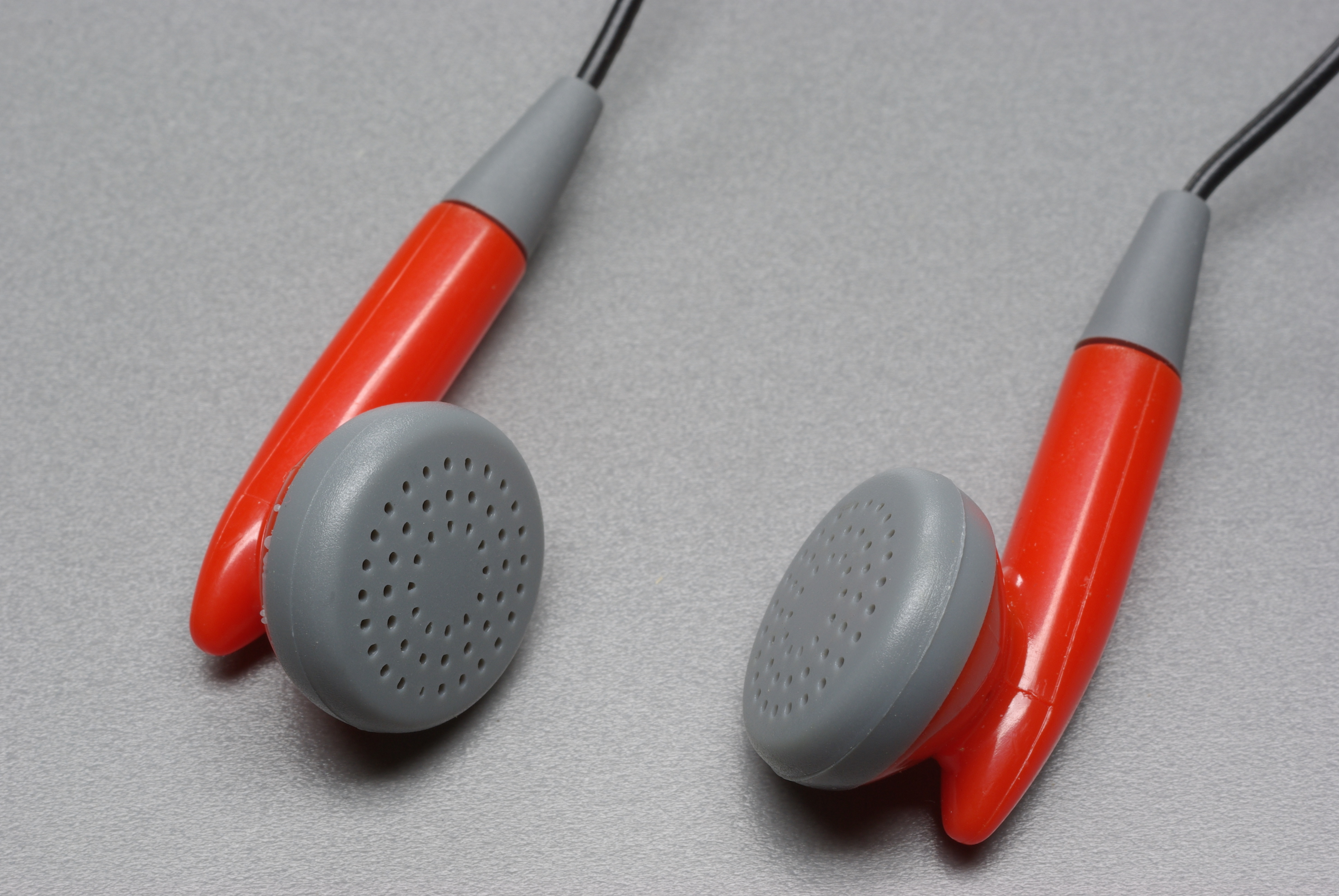
Tai nghe loại Earbuds/earphones

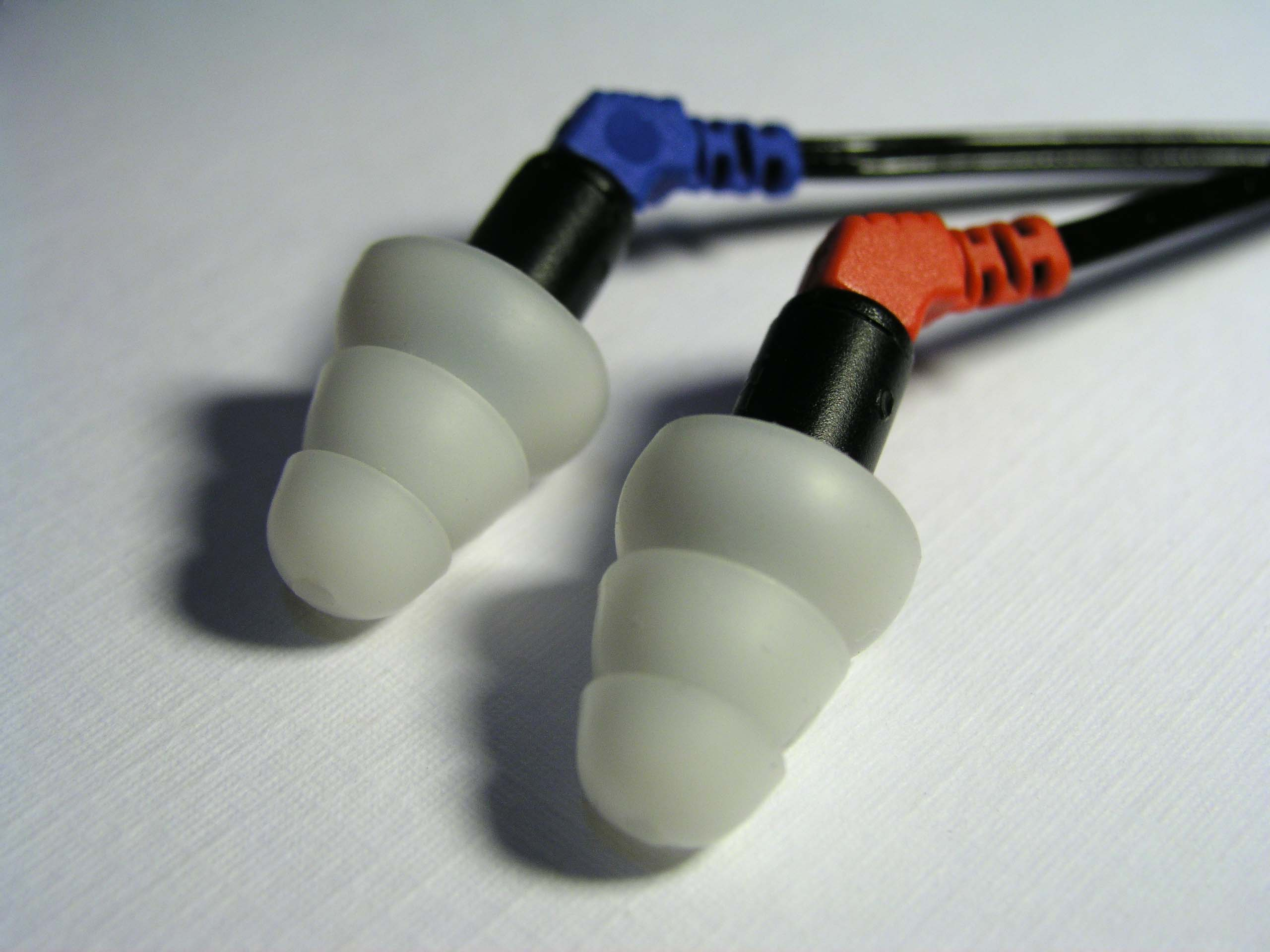
Tai nghe loại In-ear monitors

Trong số các loại trên, earbuds và earphones là hai kiểu tai nghe rất nhỏ được đeo trực tiếp trong vành tai bên ngoài, nhưng không được chèn vào trong ống tai, không có bộ phận nào khác bao quanh đầu như hai loại kể trên. Đã có một sự hiểu nhầm giữa earbuds và các loại tai nghe nhét tai khác. Loại tai nghe này rất nhỏ và vô cùng tiện lợi, nhưng nhiều người cho rằng nó gây khó chịu cho tai và dễ bị rơi ra. Loại này rất đa dạng về kiểu dáng, bắt đầu từ mức giá rất thấp. Earbuds có sự cách âm kém và để tiếng ồn xung quanh thâm nhập vào, điều này có thể làm người dùng phải chỉnh âm lượng lên rất cao để nghe rõ hơn, gây nguy cơ gây mất thính lực. Có khoảng hơn 1.990 tai nghe loại này thường được đi kèm với thiết bị nghe nhạc cá nhân.

#### In-ear headphones (tai nghe nhét tai)
In-ear headphones, giống như earbuds, nhỏ và không có vành đội qua đầu, nhưng có thêm phần đệm được chèn vào trong ống tai, đôi khi được gọi là canalphones. Giá và mức chất lượng tương đối rất rẻ, những cái tốt hơn được gọi là in-ear monitors (IEMs) và được sử dụng bởi các kỹ sư âm thanh và nhạc sĩ,...
Canalphones cung cấp tính di động thuận tiện tương tự earbuds, ngăn chặn nhiều tiếng ồn môi trường bằng cách phát trực tiếp vào ống tai, và ít bị rơi ra. Khi được sử dụng bình thường, nó cũng dùng để ngăn chặn các âm thanh vì lý do an toàn.
Canalphones có một hoặc nhiều vành cao su silicone, đàn hồi, hoặc vành bọt xốp để phù hợp với các kiểu tai khác nhau, để khít vừa vặn và cách ly tiếng ồn tốt nhất.
Các nhà sản xuất cũng sản xuất loại canalphones được tùy chỉnh riêng cho những người dùng cá nhân đặt hàng. Họ sẽ đo lại tai và làm riêng cho người đó với giá cao hơn bình thường vì những cái tai nghe đó không vừa với những người khác nên không bán lại được.

### Headset

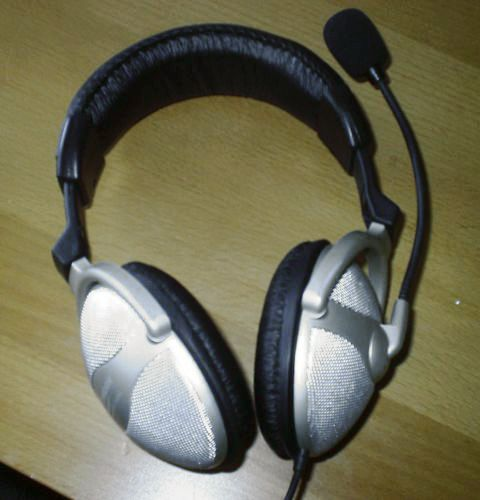
Tai nghe loại headset

Headset là một tai nghe kết hợp với một ống nói (micro). Tai nghe cung cấp các chức năng tương đương với một chiếc điện thoại rảnh tay đang hoạt động. Các ứng dụng cho Head set, bên cạnh việc sử dụng điện thoại còn có hàng không, sân khấu hoặc truyền hình, phòng liên lạc hệ thống, và game máy tính. Tai nghe có thể dùng theo kiểu tai nghe đơn (mono) hoặc tai nghe đôi (mono ở cả hai tai hoặc âm thanh stereo). Ống nói của tai nghe hoặc là một loại ống nói gắn ở phía trước miệng của người dùng, hoặc một loại ống nói ngầm được đặt trong tai nghe.